# Georgi Markov (író)
Georgi Ivanov Markov (bolgárul: Георги Иванов Марков, 1929. március 1. – 1978. szeptember 11.) az 1960-as években Bulgária-szerte népszerű televíziós kommentátor és író, valamint Todor Zsivkov személyes kedvence és pártfogoltja volt. Majd a politikai rendszerből kiábrándult író disszidált, és 1971-től kezdve már a BBC bolgár adásának, a Deutsche Wellének és a Szabad Európa Rádiónak dolgozott. Műsoraiban kritizálta a kommunista Bulgáriát, és személyesen Zsivkovot is gúnyolta.

## Politikai gyilkosság
1978-ban halálos fenyegetést kapott, eszerint ha nem hagyja abba tevékenységét a Szabad Európa Rádiónál, akkor „ravasz és rendkívüli módon” megölik.
Az év szeptember 7-én Markov egy londoni buszmegállóban várakozott, mikor combja hátsó oldalán hirtelen fájdalmat érzett. Megfordulva egy esernyőjét felemelő embert látott, aki idegen akcentussal elnézést kért és elsietett. Markov dolgozni ment, de munkahelyén már a combjában érzett fájdalomra panaszkodott, majd hazament. Beteg lett, másnap kórházba vitték, magas láza volt és felduzzadtak a nyirokcsomói. Combjának röntgenképe semmi rendelleneset nem mutatott, vérképe nem utalt fertőzésre. Ennek ellenére antibiotikum kezelést kapott, de szeptember 11-én vese- és szívkárosodások miatt meghalt.
A boncolás mérgezésre utaló tüneteket mutatott, ezért combjából szövetmintát vettek, melyben egy 1,5 mm átmérőjű fémgolyót találtak. A golyó platina és irídium ötvözetéből készült, és két lyuk mélyedt bele, melyek átmérője kb. 0,34 mm volt. Az üregekben mintegy 500 mikrogramm méreg lehetett, melyet valószínűleg a testben felolvadó viasz vagy cukorréteg zárhatott le.
Mérget sosem találtak Markov testében, de a tünetek ricin-mérgezésre utaltak. Nagyon hasonló merényletet követtek el egy másik bolgár disszidens, Vladimir Kosztov ellen is Párizsban, 1978 júniusában. Kosztov azonban túlélte a merényletet, és szervezetében kimutatható volt a ricin elleni antitestek képződése.
Oleg Kalugin, a korábbi magas rangú KGB tiszt szerint Dimitar Sztojanov bolgár belügyminiszter a KGB segítségét kérte a merénylet kivitelezéséhez. Elmondása szerint a KGB jóváhagyta a bolgár akciót, és technikai hátteret is biztosított hozzá. A merénylő személye nem ismert.
A kommunista rendszer bukása (1989) után a demokratikus bolgár kormány vádat emelt Zsivkov és Sztojanov ellen, de a szükséges dokumentumok „elvesztek”. A koronatanút, Sztojan Sztavov ezredest (korábbi belügyminiszter-helyettest) a tanúvallomás kitűzött napján holtan találták; öngyilkos lett vagy megölték. A vizsgálat idején már 80 éves Zsivkov szenilisnek és gyakorlatilag beszámíthatatlannak bizonyult.
Az egyetlen dokumentum, amely Zsivkov és Sztojanov felelősségére utal, a Bolgár Kommunista Párt Politikai Bizottságának egy általuk aláírt, 1977-es határozata. E szerint „az ellenséges emigránsok semlegesítésére minden eszköz felhasználható”.

## Magyarul
- Férfiak; ford. Csuka Zoltán; Kossuth, Bp., 1963